# Apanteles purdus
Apanteles purdus är en stekelart som beskrevs av Papp 1977. Apanteles purdus ingår i släktet Apanteles och familjen bracksteklar. Inga underarter finns listade i Catalogue of Life.